# Engelschoff

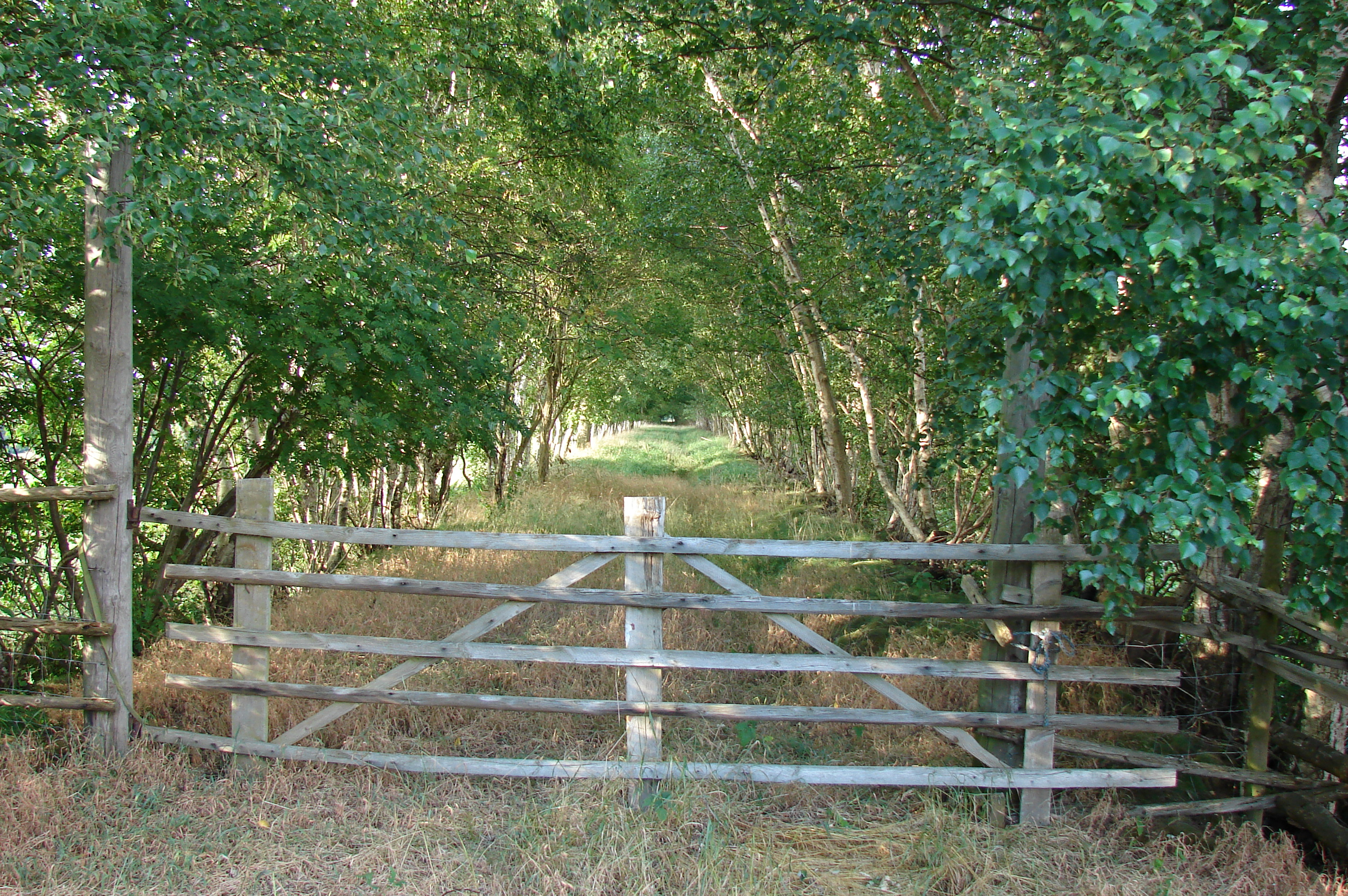
Der Moorstieg: Ein alter Verbindungsweg zwischen Engelschoff und Kehdingen

Engelschoff (plattdeutsch Engelschopp) ist eine zur Samtgemeinde Oldendorf-Himmelpforten gehörende Gemeinde im Landkreis Stade in Niedersachsen. Der Ortsteil Neuland gehört seit der Eingemeindung 1972 zur Gemeinde Engelschoff und befindet sich im Westen der heutigen Gemeindestruktur.

## Geografie
Engelschoff liegt im Marschengebiet der Oste.

## Nachbargemeinden
Im Süden grenzt Engelschoff an die Gemeinde Himmelpforten mit den Ortsteilen Ochsenpohl und Breitenwisch. Im Südosten und Osten grenzt es im Bereich von Burg und Hammahermoor an die Gemeinde Hammah mit Groß Sterneberg. Im Norden wird Engelschoff durch einen schmalen Streifen Land, der zur nordwestlich gelegenen Gemeinde Großenwörden gehört, von der Gemeinde Drochtersen getrennt. Im Westen wird Engelschoff von der Oste von der Gemeinde Hechthausen bzw. dem Ort Kleinwörden getrennt.

## Geschichte
Entstanden ist Engelschoff als Siedlung im Zuge der Hollerkolonisation, in der holländische Siedler ins Erzbistum Bremen kamen und die sturmflutgefährdeten Marschen urbar zu machen halfen.
Bei der Weihnachtsflut von 1717/1718 wurde Engelschoff schwer getroffen. Von Kehdingen übers Kehdinger Moor und über den Ostedeich war das Wasser am 25. Dezember gekommen und von Weihnachten bis über April hinaus stand die ganze Gemarkung bis unter die Dächer der Häuser unter Wasser. Vier Personen und viel Vieh ertranken. Nach einer amtlichen Aufstellung sind von 560 Pferden 349 zu Tode gekommen, von 1077 Stück Rindvieh 934, von 432 Schweinen 331 und von 623 Schafen 488. 77 Gebäude gingen verloren und 264 wurden schwer beschädigt. Der Gesamtschaden wurden auf 58.640 Reichsthaler und 20 Schilling geschätzt. Im Sommer wurde die Sietwende an der Grenze Großenwördens zu Osten repariert und ausgebaut, doch am 19. November brach sie trotzdem und auch Engelschoff stand wieder monatelang unter Wasser, so dass erneut das Wintergetreide vertrunken ist.

### Religionen
Die Gemeinde ist evangelisch-lutherisch geprägt und gehört zur Kirchengemeinde Horst im Kirchenkreis Stade.

### Eingemeindungen
Am 1. Juli 1972 wurde die Nachbargemeinde Neuland eingegliedert.

### Einwohnerentwicklung
- 1961: 865 Einwohner (Engelschoff: 447 Einwohner, Neuland: 418 Einwohner)[2]
- 1970: 774 Einwohner (Engelschoff: 400 Einwohner, Neuland: 374 Einwohner)[2]
- 2002: 741 Einwohner
- 2004: 755 Einwohner
- 2011: 766 Einwohner

## Politik

### Gemeinderat
Der Rat der Gemeinde Engelschoff besteht aus neun Ratsfrauen und Ratsherren. Dies ist die festgelegte Anzahl für die Mitgliedsgemeinde einer Samtgemeinde mit einer Einwohnerzahl zwischen 501 und 1000 Einwohnern. Die Ratsmitglieder werden durch eine Kommunalwahl für jeweils fünf Jahre gewählt. Die aktuelle Amtszeit begann am 1. November 2021 und endet am 31. Oktober 2026.
Die letzte Kommunalwahl am 12. September 2021 ergab das folgende Ergebnis:
| Partei               | Stimmenanteil | Anzahl Sitze |
| -------------------- | ------------- | ------------ |
| WG Engelschoff (WGE) | 100 %         | 9            |

Vorherige Wahlergebnisse
| Partei/ Wählergruppe | 2016 | 2011 | 2006 |
| -------------------- | ---- | ---- | ---- |
| WGE                  | 9    | 9    | 9    |

### Bürgermeister
Der Gemeinderat wählte das Gemeinderatsmitglied Sven Frisch (WG Engelschoff) zum ehrenamtlichen Bürgermeister für die aktuelle Wahlperiode.
Vorherige Amtsinhaber
- etwa um 1861: Johann Diedrich Winter
- 1868 bis ?: Johann Diedrich Schlichting
- ? bis 1889: Hinrich Jarck
- 1889 bis ?: Claus Diedrich Jarck
- ? bis 1916: Hinrich Winter
- 1916 bis 1930: Hinrich Jarck
- 1930 bis 1943: Hans Seebeck
- 1943 bis 1945: Heinrich Jarck
- 1945 bis 1972: Hinrich Jarck
- 1972 bis 1976: Hermann Koppelmann
- 1976 bis 1986: Horst Horeis
- 1986 bis 1996: Heinrich Winter
- 1996 bis 2016 Heinz Düe
- seit 2016: Sven Frisch

### Wappen
Blasonierung: „Unter silbernem Zinnenschildhaupt Blau von Grün durch eine silberne Wellenleiste geteilt; oben ein silbernes Mühlenschrägkreuz mit innen zweibögigen Blattenden; unten zwei pfahlweise einander abgewendete silberne gestürzte Sensen mit goldenen Blättern.“
Die Sensen weisen auf den landwirtschaftlichen Charakter der Gemeinde hin, wobei die Stellung der Sensen an ein “E” erinnert, dem Anfangsbuchstaben der Gemeinde. Der Wellenbalken symbolisiert die Oste und die Lage in den Überschwemmungsgebieten des Flusses, die von den Siedlern in Kulturland verwandelt wurden. Das blaue Feld darüber soll den weiten Himmel über dem flachen Land symbolisieren, das Mühlrad darin erinnert an die beiden Getreidemühlen, die einst in der Gemeinde bestanden. Der Zinnenrand oder Turnierkragen schließlich erinnert an den sagenhaften Raubritter Schwab in Burg.

## Kultur und Sehenswürdigkeiten

### Brauchtum
Beim „Neijohrskloppen“ gingen die jungen Leute des Ortes von Haus zu Haus, wünschten ein frohes neues Jahr und tranken an jeder Station einen Kööm mit einem Stück Zucker. Einige Zeit nach dem Zweiten Weltkrieg ist dieser Brauch allerdings eingestellt worden. Heute ist er wiederbelebt als „Neujahrswünschen“, es spazieren nun auch Ältere und Frauen mit durch das Dorf, getrunken wird meist ein Rumgrog.

### Vereinswesen

#### Schützenverein Burg
Der Schützenverein Burg wurde 1929 gegründet. Geschossen wurde in der Burgschanze mit zwei vereinseigenen Kleinkalibergewehren, wobei der Deich des Burgbecks als Kugelfang diente. Dieser sehr provisorische Schießstand wurde 1936 auf Anweisung der Behörden durch einen festen neben der Gastwirtschaft Jarck ersetzt. Die erste Fahne wurde 1934 angeschafft und geweiht. 1939 musste auf Grund des Kriegs der Schießbetrieb eingestellt werden. Die Fahne und die Gewehre gingen während des Krieges verloren. Vermutlich wurde die Fahne wegen des enthaltenen Hakenkreuzes zu Kriegsende verbrannt. Nach dem Krieg gab es Gedanken zur Wiederbelebung des Vereins, diese verliefen aber im Sande und die Schützen traten benachbarten Vereinen bei.

#### Reitverein
Der Reitverein Engelschoff wurde 1924 gegründet. Kurz darauf wurde ein Reitplatz in Wasserkrug eingerichtet und einige Sprunghindernisse angeschafft. 1926 wurde auch eine Standarte gekauft. In der ersten Zeit wurden Mitgliedsbeiträge bezahlt, indem die Mitglieder den Sommer über Lämmer versorgten, die im Frühjahr angeschafft worden waren und zum Herbst zu Gunsten der Vereinskasse wieder verkauft wurden. 1938 wurde der Reitplatz an einen Standort direkt neben dem Gasthaus Bardenhagen verlegt. Aber bereits 1939 kam das Vereinsleben zum Erliegen und wurde erst 1947 wieder aufgenommen. 1979 wurde in Sittensen eine Reithalle auf Abbruch erworben und in Engelschoff beim Gasthof Drewes neu errichtet.

#### Tanzkreis
Aus der in den 1950er Jahren gegründeten Landjugendgruppe, die unter anderem Theateraufführungen, Fahrten und Volkstanzvorführungen organisierte, bildete sich später der Tanzkreis Engelschoff. Von ihm wurde mit Unterstützung der Gemeinde das Danz- un Klönhus errichtet.

#### Engelschoffer Gilde
Die Engelschoffer Gilde wurde vermutlich während oder kurz nach dem Dreißigjährigen Krieg als Gemeinschaft gegründet, innerhalb derer die Mitglieder sich zum gegenseitigen Beistand in der Not verpflichteten. In einem Brief von 1705 wird berichtet, dass die Gilde zu dieser Zeit mehr als 50 Jahre bestanden haben soll. Bei den Versammlungen der Brüderschaft am Sonntag nach Johanni mussten mehrere Personen je eine Tonne Bier geben. Die Versammlung, die gegen 1 Uhr mittags mit einem Vaterunser und dem Singen des Liedes Nun bitten wir den Heiligen Geist begann, hatte zur Regel, dass keine Waffen mitgeführt werden durften und dass auch sonst die Mitglieder sich ehrbar zu verhalten hatten. Die Gilde, deren Zweck sich vom Beistandsbund hin zur Veranstaltung des Gildefestes zunehmend gewandelt hatte, wurde 1859 aufgelöst.

#### Freiwillige Feuerwehr
Die Freiwillige Feuerwehr von Engelschoff wurde 1902 gegründet.

## Verkehr
Durch den Ortsteil Neuland führt die Landesstraße 113, die im Nordwesten nach Großenwörden führt und im Süden in Himmelpforten Anschluss an die Bundesstraße 73 bietet, die weiter nach Stade und Hamburg führt. Auch der Bahnverkehr über die Niederelbebahn Richtung Hamburg läuft über den Bahnhof Himmelpforten. Durch den Ort Engelschoff führt die Kreisstraße 62, die über die K 63, K 3 und K 27 über Asselermoor nach Stade sowie Richtung Südosten nach Hammah und Himmelpforten führt.